# Kamacuras
Kamacuras ( カマキラス ) ou  Gimantis est un kaiju ressemblant à une  géante mante apparue en 1967 dans Le Fils de Godzilla.

## Liste des apparitions
- 1967 : Le Fils de Godzilla (Kaijûtô no kessen: Gojira no musuko), de Jun Fukuda
- 1969 : Godzilla's Revenge
- 2004 : Godzilla: Final Wars (Gojira: Fainaru uôzu), de Ryuhei Kitamura
- 2017 : Godzilla: Planet of the Monsters (retour en arrière)